# Nicholas Nickleby (filme)
Nicholas Nickleby (bra: O Herói da Família; prt: Nicholas Nickleby) é um filme britano-estadunidense de 2002, dos gêneros aventura e drama romântico, escrito e dirigido por Douglas McGrath, baseado no romance The Life and Adventures of Nicholas Nickleby, de Charles Dickens.

## Sinopse
Na Inglaterra, no século 19, a família Nickleby fica sem dinheiro com a morte de seu patriarca. O jovem Nicholas (Charlie Hunnam) vai a Londres atrás do tio Ralph (Christopher Plummer), um investidor de sucesso que poderia ajudá-los. O tio oferece o cargo de governanta à irmã de Nicholas, Kate (Romola Garai), e o de assistente de diretor num colégio a Nicholas. Eles não sabem, entretanto, dos maus-tratos com que o diretor e sua esposa tratam seus subordinados e todos à sua volta.

## Elenco
- Charlie Hunnam como Nicholas Nickleby
- Christopher Plummer como tio Ralph
- Romola Garai como Kate Nickleby
- Jamie Bell como Smike
- Stella Gonet como sra. Nickleby
- Andrew Havill como sr. Nickleby

## Recepção
No site agregador de críticas Rotten Tomatoes, 79% das 127 resenhas dos críticos são positivas, com uma classificação média de 6,6/10. O consenso do site diz: "Graças a um forte elenco de atores experientes e à mão firme do diretor Douglas McGrath, Nicholas Nickleby é uma adaptação digna e respeitosa do romance de Dickens" O Metacritic, que usa uma média ponderada, atribuiu ao filme uma pontuação de 71 em 100, baseado em 32 críticos, indicando críticas "geralmente favoráveis".

## Prêmios e indicações
Prêmios Globo de Ouro 2003
- Indicado
  - Melhor filme - comédia ou musical[5]